# محمية غابة تلال تينجي
محمية غابات تلال تينجي  تقع في سلسلة جبال في شرق سيراليون وتبلغ مساحتها 119 كـم2 (46 ميل2) فدانًا. أصبحت محمية غابات في عام 1947 ومحمية غابات محرم فيها الصيد في عام 1973.

## بيئة المحمية
تتراوح المنطقة من ارتفاع 400 إلى 1,850 م (1,310 إلى 6,070 قدم) عند القمة الشمالية لكتلة سانكان بيريوا ذات القمتين المزدوجتين. تتكون المنطقة في المناطق المنخفضة من الغابات المتخللة بالسافانا ثم تنتقل إلى السافانا الشجرية ثم الأراضي العشبية الجبلية على ارتفاعات أعلى. سجل أكثر من 200 نوع من الطيور في المنطقة، كما تعد المحمية موطنًا لقردة البابون الغربية وأفيال الغابات. حيث صنفت المحمية كمنطقة مهمة للطيور (IBA) من قبل منظمة BirdLife International لأنها تدعم أعدادًا كبيرة من العديد من أنواع الطيور. 